# Chaetophthalmus sedlacekorum
Chaetophthalmus sedlacekorum là một loài ruồi trong họ Tachinidae.